# Mieczysław Motas

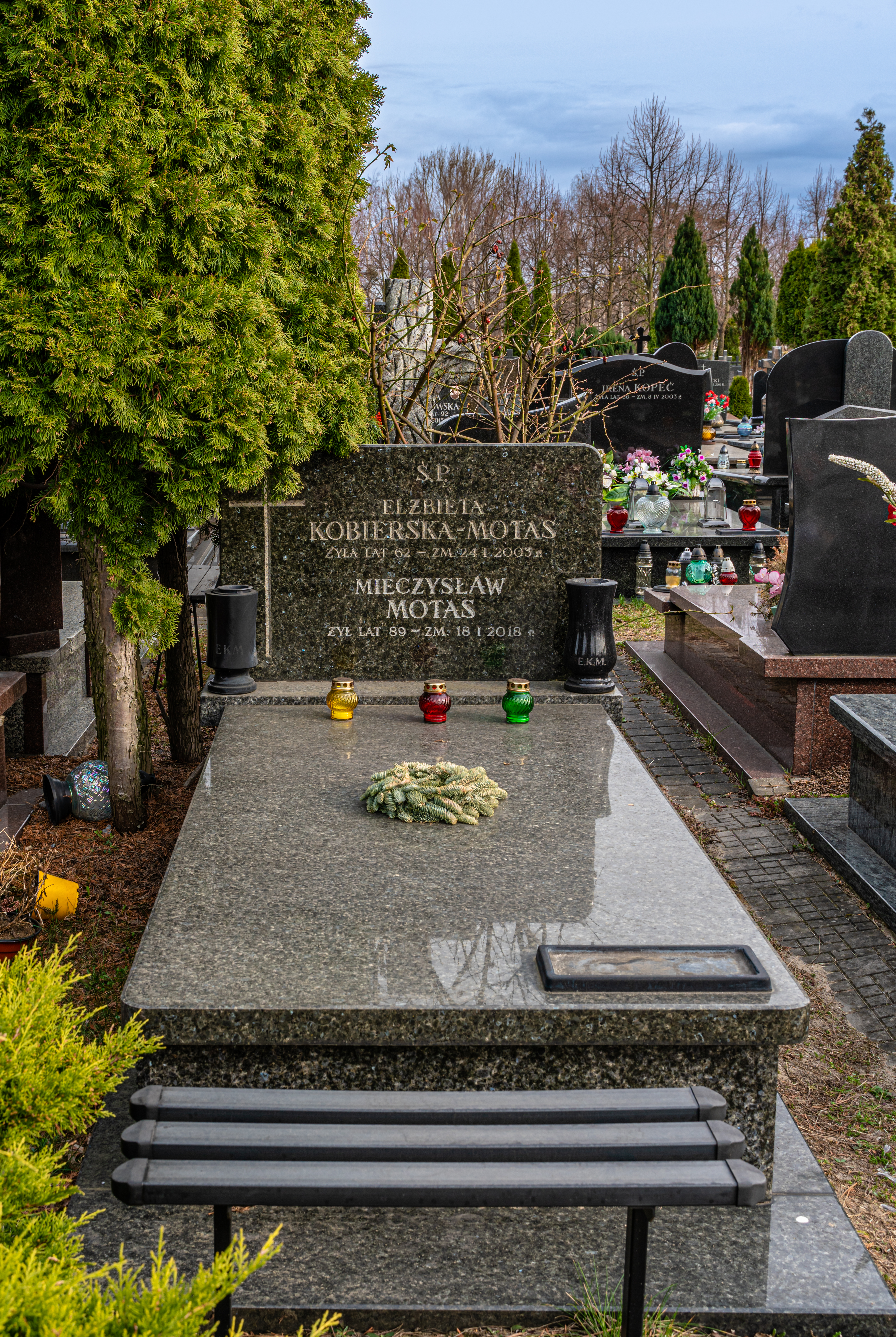
Grób Mieczysława Motasa na cmentarzu Komunalnym Północnym w Warszawie

Mieczysław Motas (ur. 24 stycznia 1929, zm. 18 stycznia 2018) – polski historyk i archiwista. 

## Życiorys
Od 1952 związany był z archiwami państwowymi. W latach 1969–1979 piastował funkcję dyrektora Archiwum Akt Nowych w Warszawie, zaś w latach 1979–1981 dyrektora Archiwum Głównego Akt Dawnych w Warszawie. W późniejszym okresie był pracownikiem naukowym w Naczelnej Dyrekcji Archiwów Państwowych. W latach 1983–1993 piastował również funkcję prezesa Stowarzyszenia Archiwistów Polskich, jednocześnie w latach 1984–1993 pełniący funkcję redaktora naczelnego czasopisma Archiwista. Był zatrudniony jako docent w Komisji Ścigania Zbrodni przeciwko Narodowi Polskiemu Instytutu Pamięci Narodowej. Zmarł w Warszawie i został pochowany na Cmentarzu Komunalnym Północnym w Warszawie (S-IV-3 rząd 12 grób 9)